# Benzinkort
Et benzinkort er en særlig slags betalingskort, der er udstedt af et bestemt brændstofselskab og bruges i forbindelse med optankning af køretøjer med brændstof. Kortet kan bruges på samme måde som f.eks. et dankort, men kun til tankning på det pågældende selskabs egne tankstationer. I stedet for at betale, hver gang man tanker, betaler man så ved hvert månedsskifte det beløb, man har tanket for i den forudgående måned.

| Økonomi | Spire Denne artikel om økonomi er en spire som bør udbygges. Du er velkommen til at hjælpe Wikipedia ved at udvide den. |